# Клинична смърт
Клинична смърт се нарича естественото спиране на животоподдържащите функции кръвообращение и дишане или неизбежното им спиране при премахване/изключване на апаратна поддръжка на организма.

## Спешност
В контекста на медицинската грижа за пациента, клиничната смърт е спешно и неотложно състояние, което изисква своевременна намеса в рамките на 1 – 2 минути от установяване на състоянието. Има данни за продължително оцеляване на органи и тъкани часове след прекратяване на кръвообращението. кожата, костите и сухожилията могат да оцелеят и 8 – 12 часа след прекъсване на кръвообращението. Прекъсването на кръвообращението до гръбначния мозък води до нарушаване на процесите в органите и 30 минути е долната граница на оцеляването им при аноксия.

## Терапевтично прекъсване на кръвообращението
При някои операции, като например при сърдечна хирургия или при васкуларна (съдова) операция на аортата, умишлено временно се спира сърцето посредством ледено студена течност (или лед) и разтвори на калиев хлорид, а оттам (пак кратковременно) и кръвообращението, докато пациентът бъде бързо поставен на ЕКМО машина (екстракорпорално мембранно окисляване – ЕКМО от англ. extracorporeal membrane oxygenation) и командно дишане, за да може да се манипулира сърдечната камера, съдове, клапи, да се поставят тефлонови графтове и прочее.
Мозъкът може да бъде поставен в условия на фенобарбитална кома посредством масивни дози успокоителни. При прекъсване на кръвообращението обаче, всички процеси обикновено утихват след около 20 – 40 секунди.

## Феномени
Както и при всички медицински случаи така и клиничната смърт има своите феномени. Така например 47-годишен мъж след опит за самоубийство във вана със студена вода е обявен за мъртъв от служителите на Спешна помощ. Забавеното му с 4 часа транспортиране до болницата с температура на тялото 26,4 °C не осуетило спасяването му, тъй като кардиограмата при пристигането му в болницата показва фибрилация. Медиците го дефибрилират и той оцелява след оказването на спешна терапия и последвалата реанимация. Той е един от редките случаи на оцеляване след продължителна клинична смърт: липса на дишане и кръвообращение, без съществени увреждания на мозъка.

## Причини за клинична смърт
Най-често срещана е клиничната смърт:
- при травматични случаи;
- когато организмът изпадне в циркулаторен шок;
- при тежко болни пациенти с метаболични и физиологични промени, водещи до кръвна ацидоза или алкалоза – състояния, несъвместими с продължаване на живота;
- при удавници;
- при жертви на бялата смърт – хипотермия настъпила поради затрупване със сняг;
- при свръхдозиране с наркотични или сърдечноактивни вещества;
- след електрошок от индустриален/домакински ток или естествен електроизточник (мълния), както и много други причини, прекъсващи нормалната сърдечна функция.

## Първа помощ

### При установяване загуба на съзнание
Загубата на съзнание може да е първият сигнал за нарушено или отсъстващо кръвообращение. Присъстващите трябва да се опитат да свестят с бързи и дразнещи мерки припадналия, а ако това не стане след 5 – 10 секунди, трябва да проверят за присъствие на отворени дихателни пътища (има ли видима непроходимост в гърлото – храна, играчка), дишане и пулс. При всички тези случаи е необходимо незабавно активиране на органите за спешна медицинска помощ и незабавна кардиопулмонарна ресусцитация („връщане към живот“; на латински: resuscitāre – re- „отново“, sus- „под“ и citare „задвижвам“, „подбуждам“) сърдечен масаж и изкуствено дишане. Най-важният елемент до пристигане на медицинския екип е сърдечният масаж. Компресия на гръдния кош 5 – 8 см над долния край на „меча“ с дълбочина на компресията 5 – 10 см. Оказаната първа помощ дава десет минути шанс за оцеляване докато се изчаква медицинският екип.

### Професионална първа помощ
Дефибрилиране на сърцето при наличие на дефибрилатор е най-спасителната мярка, тъй като голям процент от случаите на преустановяване на кръвообращението се дължат на сърдечна фибрилация. При третиране от медицински персонал в здравно заведение или на полеви условия, сърдечният електрошок, епинефрин, вазопресин, лидокаин, калциев хлорид, калиев хлорид, бикарбонатен разтвор, инсулин и други са измежду средствата за борба за възстановяване на кръвообращението. През цялото време на третиране трябва да се извършва сърдечен масаж около 100 компресии в минута и изкуствено дишане – около 10 инспирации в минута.
Напоследък в САЩ се лансира ресусцитация само посредством сърдечен масаж, като проучвания показват 300% по-голям успех от досегашните резултати при прилагане на този метод. Японски учени също показват в едно проучване пубикувано в „Ланцет“ през март 2007 г., че именно сърдечният масаж, а не дишането „уста в уста“ (или посредством друго устройство доставящо кислород) е в основата на успеха при връщане на сърдечния ритъм. Последното не е приложимо при респираторна ацидоза, където е необходима спешна вентилация на белите дробове, за да се възстанови киселинно-основния баланс на кръвта (и организма); тогава е необходимо спешно интубиране – поставяне на тръба през устата или носа в трахеята, чрез която да се доставя кислород и се евакуира въглероден двуокис.

## Неблагоприятни последици
При по-продължително оставане в това състояние започват необратими процеси предизвикани от повреди на тъканите в отсъствието на кислород (аноксия), като това е каскадообразен процес, който засяга първо най-кръвоснабдените органи на тялото: мозъка, бъбреците, сърцето и черния дроб. При спиране на оросяването на мозъка при нормална температура, прозорецът на възможността да се предотврати трайно увреждане на главния мозък и впоследствие мозъчна смърт е около 3 минути. След това започват необратими процеси. Практическите познания показват времето между клинична смърт и мозъчна смърт да е около 3 – 5 минути: 5 минути след прекратяване на кръвообращението на мозъка при нормална температура на тялото настъпва безкислородна дегенеративна енцефалопатия и ако благодарение на реанимация тялото възвърне кръвообращението си, се очаква мозъкът да е претърпял необратими повреди, лишаващи човека от индивидуалност и висши функции: говор, организирано движение на крайниците, комуникация, гълтане и други основни характеристики на човешкото съществуване. Най-уязвимите неврони – тези на областта на мозъчната кора хипокампус, са фатално повредени след 10 минути аноксия, а умират часове след това. При жертви на удавяне в студени води, шансовете за връщане към живот може да се увеличат поради предварителната хипотермия. За всеки 10 °C пад на телесната температура, шансовете за оцеляване се увеличават два пъти, тъй като биохимичните реакции се забавят.